# Жылыойский район
Жылыойский район (каз. Жылыой ауданы; от каз. жылы ой — тёплая балка) — район на юго-востоке Атырауской области Казахстана. Административный центр — город Кульсары.

## География
Территория района составляет 29,4 тыс. км². Район расположен на северо-восточном побережье Каспийского моря. Рельеф территории — равнинный. Западную часть района занимает Прикаспийская низменность, восточную — плато Устюрт. В северной части располагаются солончаки, в южной — пески Каракумов. Абсолютные высоты варьируются от 26 до 221 м; самая высокая точка — гора Желтау. По территории Жылыойского района протекает река Эмба. Также присутствует некоторое количество небольших солёных озёр и пересыхающих летом рек. Район богат полезными ископаемыми, среди них нефть и газ, месторождения которых связаны с соляными куполами (диапирами). В районе находится Тенгизское месторождение — одно из богатейших в мире.
Зима относительно тёплая, лето жаркое. Средняя температура января −9°С, июля 26°С. Среднегодовое количество осадков 140—150 мм. Почвы серозёмные и солончаковые, также распространены такыры. Преобладающие растения — ковыль и полынь и др. Фауна района — волк, лисица, сайгак, кабан; по берегам рек и озёр — утка, гусь и другие водные птицы.

## История
Район образован в 1928 году под наименованием Жилокосинский район. В 1963 году переименован в Эмбинский район. Современное название — с 7 октября 1993 года.

## Население
Национальный состав (на начало 2019 года):
- казахи — 81 616 чел. (98,38 %)
- русские — 641 чел. (0,77 %)
- татары — 189 чел. (0,23 %)
- узбеки — 150 чел. (0.18 %)
- каракалпаки — 131 чел. (0,16 %)
- другие — 235 чел. (0,28 %)
- Всего — 82 962 чел. (100,00 %)

## Административно-территориальное деление
Административно-территориальное деление района:
| Сельский округ/город                      | Население, чел. (2009) | Населённые пункты                                      |
| ----------------------------------------- | ---------------------- | ------------------------------------------------------ |
| Кульсаринская городская администрация     | 51097                  | город Кульсары                                         |
| Аккизтогайский сельский округ             | 2232                   | село Аккиизтогай                                       |
| Жемский сельский округ                    | 3144                   | село Тургызба, село Караша, село Аккудык, село Койсары |
| Караарнинский сельский округ              | 2789                   | село Шокпартогай                                       |
| Жана Каратонская поселковая администрация | 6038                   | посёлок Жана Каратон                                   |
| Косчагилский сельский округ               | 4287                   | село Косчагил, село Карагай                            |
| Майкомгенский сельский округ              | 569                    | село Майкомген                                         |

Основное население посёлков Сарыкамыс и Каратон было переселено в посёлки Жана Каратон и в город Кульсары. Переселение было осуществлено согласно постановлению Правительства Республики Казахстан из-за резкого ухудшения экологической ситуации в результате аварий и плановых выбросов завода Тенгизшевройл на месторождении «Тенгиз».

## Хозяйственная деятельность
Жылыойский район — самый крупный нефтяной район в Казахстане, насчитывающий свыше 40 месторождений нефти общими запасами 2,5 млрд т. Первая нефть была получена в 1899 году из скважины № 7 на месторождении Карашунгыл. Однако бурное развитие нефтяной промышленности началось в 1935 году с разработки месторождения Косшагыл. Работают нефтеперерабатывающие предприятие «Кулсарынефть», Тенгизский нефтегазоперерабатывающий завод.
Другое базовое направление в хозяйственной деятельности — животноводство, а именно верблюдоводство и каракулеводство.

## Достопримечательности
На территории района расположен ряд древних археологических памятников. Например, Бекбике, или Аралтобе, где найдены захоронение с останками одного из вождей Сарматов (II—IV вв. до н. э.) в золотом одеянии, или захоронение Ушкан, или мечеть Шерлигул.